# NewsPunch
NewsPunch est un site web d'infox (fake news, fausses informations) basé à Los Angeles, connu pour diffuser des théories du complot, de la désinformation politique et des canulars,. Initialement nommé Your News Wire, il est créé en 2014 par Sean Adl-Tabatabai et Sinclair Treadway. En novembre 2018, le site est renommé NewsPunch. Your News Wire est toutefois relancé en tant que site web distinct en novembre 2020 et continue à publier des canulars similaires à ceux de NewsPunch.
BuzzFeed News identifie le site comme étant la deuxième source de fake news diffusées sur Facebook en 2017.

## Fausses nouvelles
NewsPunch a notamment relayé les fausses nouvelles suivantes :
- La diffusion de la théorie conspirationniste du Pizzagate[7] ;
- La fusillade de Las Vegas et l'attentat de la Manchester Arena en 2017 seraient faux[8],[9] ;
- Bill Gates serait antivaccin et aurait refusé de faire vacciner ses enfants[10],[11] ;
- La victoire dans le vote populaire d'Hillary Clinton à l'élection présidentielle de 2016 serait due à une fraude électorale[12] ;
- Clinton serait responsable du suicide d'Anthony Bourdain[13] ;
- Justin Trudeau serait le fils de Fidel Castro[3].